# Гарі Мак-Гурк
Гарі Мак-Гурк (англ. Harry McGurk; 23 лютого 1936, Хілінгтон — 17 квітня 1998, Мельбурн) — британський когнітивний психолог. Відомий відкриттям ефекту Мак-Гурка, описаного ним та його асистентом Джоном Макдональдом у 1976 році, коли Мак-Гурк був старшим віковим психологом в університеті Суррея 

## Біографія
Мак-Гурк народився в Хілінгтоні, Шотландія 23 лютого 1936 року. Після навчання в університеті Глазго працював офіцером пробації в Единбурзі.
Одружився з Беті Ганною. Невдовзі її було запрошено до Церкви Шотландської місії в Нігерії, оскільки Беті володіла навичками бухгалтерського обліку, тож протягом двох років Мак-Гурк брав участь в управлінні школою та лікарнею.
Після їхнього повернення Мак-Гурк вивчав психологію в університеті Стратклайда, отримав ступінь бакалавра, магістра та доктора філософії завдяки його дисертації про сприйняття світу немовлям.
Після роботи науковим співробітником в Принстонському університеті, він долучився до університету Суррея як лектор з дитячого розвитку і пізніше став професором з цього ж предмету.
З 1990 до 1994 року був завідувачем дослідницького відділу імені Томаса Корама в Інституті Освіти, Лондонський університет. 1994 року його призначено директором Австралійського інституту дослідження проблем сім'ї в Мельбурні.
У віці 62 років, 17 квітня 1998 року, Гарі Мак-Гурк помер в Мельбурні від ускладнень після операції на серці. 

## Публікації
- Економічна вартість дитячого аб'юзу та зневаги в південній Австралії. 1998
- Співвідношення персоналу до дітей в службах опіки та освіти для молодших дітей. 1995
- Проект Чарлі: оцінка життєвих навичок, наданих програмою запобігання вживанню наркотиків, у молодшій школі. 1995[5]
- Соціальний розвиток дітей: сучасні перспективи. 1992
- Психологія розвитку та зір мовлення. 1988
- Що далі? 1987
- Мозковий та поведінковий розвиток: міждисциплінарні перспективи структур і функцій / редаговано Гарі Мак-Гурком і Джоном Дікерсоном. 1982
- Проблеми соціального розвитку дітей / редаговано Гарі Мак-Гурком. 1978
- Ріст та зміни: підручник з психології розвитку. 1975
- Дисертація: Східна дискримінація в немовлячому віці та ранньому дитинстві. Університет Стратклайда. Кафедра психології. Дисерація, 1971